# سونی آلفا ۱۰۰
سونی آلفا ۱۰۰ (به انگلیسی: Sony Alpha 100) یک دوربین عکاسی ساخت شرکت سونی است.